# 贡山桑
贡山桑（学名：Morus cathayana var. gongshanensis）为桑科桑属下的一个变种。

## 扩展阅读
- 維基物種上的相關：贡山桑